# Yu Yu Hakusho

A Yu Yu Hakusho (幽☆遊☆白書; Jú jú hakuso; Hepburn: Yū Yū Hakusho, ’Szellemakták vagy Poltergeist jelentés’) japán mangasorozat, írója és rajzolója Togasi Josihiro. A sorozat Uramesi Júszuke, egy tinédzser tanuló történetét mondja el, akit halálra gázol egy autó, miközben egy kisgyerek életét menti meg. Szellemmé változva a Túlvilág urának fia, Koenma számos próbatételét kell teljesítenie, hogy visszakaphassa életét. Miután ez megtörténik a „Szellemvilág nyomozójaként” számos, démonokkal és szellemekkel összefüggő ügyet kell megoldania az emberi világban. A manga előrehaladtával egyre nagyobb hangsúlyt helyez a harcművészetre és a bajnokságokra. Togasi Josihiro a Yu Yu Hakushót 1990 novemberében kezdte el készíteni, sorozatát az okkultizmus és a horror iránti érdeklődése alapozta meg és hatással volt rá a buddhista mitológia.

A manga a Shueisha Súkan Sónen Jump mangamagazinjában futott 1990 novembere és 1994 júliusa között. Az összesen 175 fejezetből álló sorozatot 19 tankóbon kötetbe gyűjtve jelentették meg. Észak-Amerikában a Viz Media Shonen Jump magazinjában publikálták 2003 januárja és 2010 januárja között. A mangából egy 112 részes animeadaptáció is készült a Fuji Television, a Yomiko Advertising és a Studio Pierrot gyártásában és Abe Norijuki rendezésében. Az animét eredetileg a Fuji Television vetítette 1992. október 10. és 1994. december 17. között. Észak-Amerikában a forgalmazási jogokat a Funimation Entertainment szerezte meg 2001-ben, televízióban a Cartoon Network népszerű Adult Swim és Toonami műsorblokkjaiban vetítették. A sorozat az Animax hálózata által számos országba eljutott Ázsiában és Kelet-Európában, így Magyarországon is vetítésre került 2005 körül. Latin-Amerikában a Cartoon Network sugározta. A manga- és animesorozaton kívül a Yu Yu Hakusho-franchise részét képezi még két animációs film, két OVA-sorozat, zenei albumok, videójátékok és más kereskedelmi termékek.

2023-ban a Netflix közreműködésével és forgalmazásával – rövidített-gyorsított tempóban – megjelent egy japán élőszereplős remake sorozat, amiből jelenleg 1 szezon az animéből 5 hosszabb résszel nagyjából a 25. részig tartó első történetszakaszt ölelne fel, de a második szakaszból (26-66 rész között) átvett elemekkel és lezárással. (Toguro csapattagok a sötét harcművészetek viadalából, a Toguro fivérek közötti összetűzés, Sakiyo fogadása és halála, Genkai halála, Kurama korábbi énjéhez való átmeneti visszatérése, Hiei fekete sárkány képessége.) Közép-európai adástervezés jelzése szerint 17 évtől ajánlott korhatárral került feltöltésre. Folytatás tervben lenne.

Az animét eredetileg az RTL Klub rendelte be, de nem vetítette le és átadta az A+ adónak. Az A+ 2005. év tavasztól folyamatosan többször vetítette, később átkerült az Animaxra és az AXN Sci-Fi adóra. Mivel Magyarországon az egész sorozatra nem lett volna elégséges a 12+ korhatár, ezért az RTL nem kockáztatott újabb ilyen esettel. A britekhez tartozó AXN Sci-Fi is csak éjjel vetítette, médiadoboz szerint 15+ besorolás illette. A 25. részig megjelent DVD-n, de aztán megszűnt a Klub Publishing kiadó. A TV-vetítésekkel és a DVD-kiadásokkal "Yu Yu Hakusho: A Szellemfiú" címmel jelent meg, ám eredetileg a magyar narrációs címben csak A Szellemfiú szerepel.

A címnek két jelentése lehetséges. Valójában – hivatalos leírásokkal ellentétben – az animált logó csillagokkal kötőjelet is szimbolizál a címhez, mint Yu-Yu Hakusho. Egyrészről a Yu-Yu lehet Yusuke becézése, de ez soha nem hangzik így el. Másrészről az egész cím jelentése lehet: "Forró vizek és fehér papír" vagy "Forró vízfolyás és fehér papír". Ez egy japán szelleműző ige neve, de konkrétan ez sem jelenik meg a sorozat folyamán. Mindenképpen szimbolikus, amit nehéz lefordítani. A magyar szinkroncsapat az angol címre és Yusuké-re egyszerre apellált a Szellemfiúval.

A Yu Yu Hakusho nagy népszerűségre tett szert indulása óta, Japánban több mint 50 millió kötetet adtak el a mangából és elnyerte a neves Shogakukan manga-díjat sónen kategóriában 1993-ban. Az animesorozatot 1994-ben és 1995-ben az Animage Anime Grand Prix díjával jutalmazták. A Yu Yu Hakusho magas nézettséget ért el Japánban, az Egyesült Államokban pedig széles korosztályú közönséget tudott megszólítani. A sorozat többnyire pozitív fogadtatásban részesült, a kritikusok dicsérték a forgatókönyvet, a szereplőket és az akció mennyiségét. Néhányan bírálták, hogy a sorozat túl ismétlődő.

## Cselekmény

A sorozat főbb szereplői

A Yu Yu Hakusho egy 112 részből álló anime, amely 4 igen jól elkülöníthető részből áll. A főszereplő Yusuke Urameshi, aki az első részben meghal, azonban mivel váratlanul történt a halála, a Túlvilág nem számított rá, ezért esélyt kap a feltámadásra. Több kaland és nehézség árán ez sikerül is neki, ezután pedig szellemdetektívként kell dolgoznia a Túlvilág urának fia, Koenma parancsára. Az első részben azokat a küldetéseket láthatjuk, amelyeket szellemdetektívként véghez visz. Az első feladata, hogy visszaszerezze a Túlvilág három szent kincsét, amelyet elloptak. Ekkor ismerkedünk meg Kuramával és Hieiel, akik a történet további részében nagy szerepet kapnak. A következő küldetés során Yusukének el kell mennie Genkaihoz, aki úgy érzi az élete a vége felé közeledik, ezért szeretné átadni tudását annak, aki a feladatokat teljesíteni tudja és a versenyt megnyeri. Yusukének nagy harcok árán sikerül nyernie, ezután több hónapig nem tér haza a kiképzésről. Nem sok ideje lesz azonban hazatérte után  pihenni, ugyanis a Négy Szent Szörny üzent Koenmának, hogy át akarnak menni az emberek világába, ezt kell Yusukénak megakadályozni. Csatlakozik hozzá régi nagy ellenfele, Kazuma Kuwabara, illetve Koenma a segítségére küldi Hieit és Kuramát. Mind megküzdenek egy-egy szörnnyel, Yusuke majdnem az életét veszti, de végül sikerül megmenteni az emberek világát olyan módon, hogy megsemmisítették a rovarsípot. Az utolsó küldetés pedig, hogy megmentsenek egy hótündért, Yukinát, akit egy gonosz ember, Tarukene tart fogva a birtokán, ugyanis a lány könnyei igazgyöngyökké válnak, ezért kínozza. Kiderül, hogy ez a lány Hiei testvére. Hiei elindul Tarukane birtokára. Kuwabara pedig Yusukéval tart, ugyanis első látásra beleszeretett a lányba. Több szörnyet legyőznek, végül a Toguro fivérek ellen állnak ki, őket legyőzve pedig sikerül kiszabadítani Yukinát.
A következő rész a Sötét Harcművészetek Viadala. Ide Toguro hívja meg őket, ugyanis szeretne úgy harcolni Yusukéval, hogy bevetheti az összes erejét. Végigharcolják a viadalt, számos csapatot legyőznek, ennek során pedig barátokat is szereznek. A lányok, Botan, aki a túlvilág révésze, az összekötő Yusuke és Koenma között, Keiko, Yusuke nem hivatalos barátnője, Seriu, Kuwabara nővére és Yukina is szurkolnak nekik. A döntő az Urameshi és a Toguro csapat között zajlik és végül nagy harcok árán Yusuke győz, Toguro pedig meghal. Sakiyo, a Toguro csapat tulajdonosa feltette az életét a csapata győzelmére, mivel vesztettek úgy dönt, hogy felrobbantja a stadiont. Toguro még a döntő előtt megölte Genkait, aki régi csapattársa volt, most pedig az Urameshi csapat 5. tagja volt, emiatt Yuskéék nagyon szomorúak és a verseny győzteseként azt kívánják, hogy Genkai térjen vissza, amire sor is került.
Nem sokáig van nyugtuk hőseinknek, ugyanis Yusukét három fiú elrabolja és azt kérik, hogy Kuwabara, Hiei és Kurama menjen kiszabadítani. Végül kiderül, hogy ez csak egy próba volt, mivel kinyitották a Szellemátjárót és sok fiatal különleges képességek birtokába került. Így akarta Genkai felkészíteni Yusukéékat arra, hogyan győzzék le a különleges képességű fiatalokat. A szellemátjáró kinyitásának ötlete még Sakiyotól származott, de hamarosan kiderül, hogy egy egykori szellemdetektív, Shinobu Sensui áll a dolog mögött. Yusukéék legyőzik minden társát, Dokit, Aquat, Lövészt, Játékmestert, Ínyencet, viszont Shinobu megöli Yusukét, akinek azonban Mazoku-vér csörgedezik az ereiben, így feltámad, követi barátait az Alvilágba, ahol legyőzi Sensuit. Ezután visszatér az emberek világába, minden újra visszatér a rendes kerékvágásba, azonban Yusuke nem érzi jól magát ebben a helyzetben.
Végül Yusuke, Kurama és Hiei meghívást kapnak az Alvilág három urától, Raizentől, Yomitól és Mukurotol azzal a hírrel, hogy Raizen haldoklik, ha bekövetkezik a halála felborul az egyensúly. Ezzel kezdetét veszi az utolsó rész, ugyanis mindhárman lemennek az Alvilágba, ahol edzenek. Kiderül, hogy Raizen azért haldoklik, mert már 1000 éve nem evett embert, aminek egy nő az oka. A halála után Yusuke felkeresi Yomit és azt ajánlja, hogy egy viadalon döntsék el, hogy ki legyen az Alvilág ura és mindenki magáért küzdjön. Belmegy Mukuro, Kurama, illetve az általa felállított csapat, akiket a Sötét Harcművészetek Viadaláról már ismertünk: Shaku, Rinku, Toja, Jin, Sisiwakamaru, Suzuki. A viadalon Raizen egyik régi barátja, Enki nyer, a viadalt pedig 3 éve múlva megismétlik. Yusuke viszont hazamegy, mivel megígérte Keikonak, hogy 3 év múlva visszatér hozzá. Az utolsó részben mindenkiről megtudjuk, hogy mik történtek velük, majd Yusuke megjelenik és elcsattan az oly régen várt csók Yusuke és Keiko között. Ezzel befejeződik a sorozat.

## Médiamegjelenések

### Manga
A Yu Yu Hakusho mangasorozatot Togasi Josihiro írta és rajzolta, és a Shueisha Súkan Sónen Jump mangamagazinjában futott 1990 novembere és 1994 júliusa között. Az összesen 175 fejezetből álló sorozatot 19 tankóbon kötetbe gyűjtötték, az első kötet 1991. április 10-én, míg az utolsó 1994. december 12-én jelent meg. A Shueisha 2004. augusztus 4. és 2005. március 4. között publikálta a manga befejezett, kanzenban formátumú kiadását. A 15 kanzenban kötet új borítót kapott és több fejezetre osztották mint a tankóbont. A Yu Yu Hakusho a Shueisha Jump Remix sorozatban is megjelent, kilenc kötetet publikáltak 2008. december 22. és 2009. április 27. között. A bunkobon változat kiadása 2010. november 18-án kezdődött és 2011. október 18-án fejeződött be a 12. kötettel.
Észak-Amerikában a manga angol nyelvű változata a Viz Media Shonen Jump magazinjában futott YuYu Hakusho cím alatt. A magazin 2003 januári nyitószámában debütált és a 2010 januári számával fejeződött be. A Viz Media mind a 19 kötetet megjelentette angol nyelven 2003. május 13. és 2010. március 2. között. A Viz kiadása 176 fejezetből áll, mivel a hetedik kötetben található extra fejezetet 64. fejezetként kezelték. 2013–2014-ben a Viz digitálisan is kiadta a sorozatot, és a comiXology digitális képregényplatformon is elérhetővé vált. A mangát több nyugat-európai, ázsiai és latin-amerikai országban is forgalmazzák.

### OVA-epizódok
A Yu Yu Hakusho OVA-epizódokat Eizó Hakusho (映像白書; Hepburn: Eizō Hakusho, ’Képriport’) egységes cím alatt 1994 és 1996 között adták ki VHS-en Japánban. Az OVA-k rövid jelenetekből állnak, amelyek a sorozat befejezése után játszódnak, de megtalálhatóak bennük videóösszeállítások az animéből, image songok, interjúk a szinkronszínészekkel és szatirikus rövid animációk a főszereplőkkel. Az OVA-k három kötetből állnak, valamint egy nyitó és egy záró enciklopédiából. Japánban a Pony Canyon egy négy DVD-ből álló díszdobozos kiadást is megjelentetett 2004. december 15-én. Angol nyelvre a Funimation szinkronizáltatta le az OVA-kat (az anime összeállításokat leszámítva) és újraszinkronizáltatta az első mozifilmet az eredeti stábbal, majd együtt jelentette meg Észak-Amerikában egy kétlemezes DVD-kiadványban YuYu Hakusho: The Movie & Eizou Hakusho címmel 2011. december 13-án. Ez a változat részekre darabolja az OVA-kat és nem tartalmazza a japán szinkronszínészekkel készült interjúkat.

### Videójátékok
Számos videójáték készült a Yu Yu Hakusho sorozat alapján, többségük viszont csak Japánban jelent meg. A franchise észak-amerikai forgalmazásának megkezdése előtt Game Boy, Super Famicom, Sega és több más platformra jelentek meg játékok. Észak-Amerikában csupán három játék került forgalmazásba, kettő Nintendo Game Boy Advance-re, egy pedig Sony PlayStation 2 konzolra jelent meg. Az egyetlen Mega Drive játék, a Yu Yu Hakusho: Makjó tóicuszen Brazíliában is kiadásra került a Tectoy jóvoltából Yu Yu Hakusho: Sunset Fighters címmel 1999-ben. Az  Atari 2003-ban megszerezte a jogokat Yu Yu Hakusho-videójátékok fejlesztéséhez. Ezután három videójátékot jelentetett meg: a Yu Yu Hakusho: Spirit Detective akció-kalandjátékot Game Boy Advancere; a Yu Yu Hakusho: Tournament Tactics taktikai szerepjátékot szintén Game Boy Advancere; és a Yu Yu Hakusho: Dark Tournament 3D harcolós játékot PlayStation 2-re.